# Sperchon squamosus
Sperchon squamosus är en kvalsterart som beskrevs av Kramer 1879. Sperchon squamosus ingår i släktet Sperchon och familjen Sperchonidae. Inga underarter finns listade i Catalogue of Life.